# John Teller
John Teller (Mammoth Lakes, 9 marzo 1983) è uno sciatore freestyle statunitense, specializzato nella disciplina dello ski cross.

## Biografia
In Coppa del Mondo ha esordito il 19 gennaio 2009 a Lake Placid (53º), ha ottenuto il primo podio il 19 dicembre 2010 a San Candido (3º) e la prima vittoria il 7 gennaio 2011 a Sankt Johann in Tirol.
In carriera ha partecipato a un'edizione dei Giochi olimpici invernali, Soči 2014 (28º nello ski cross), e due dei Campionati mondiali, vincendo una medaglia di bronzo a Voss-Myrkdalen 2013.

## Palmarès

### Mondiali
- 1 medaglia:
  - 1 bronzo ([ski cross a Voss-Myrkdalen 2013).

### Coppa del Mondo
- Miglior piazzamento in classifica generale: 16º nel 2011.
- 6 podi:
  - 3 vittorie;
  - 2 secondi posti;
  - 1 terzo posto.

#### Coppa del Mondo - vittorie
| Data            | Luogo                 | Paese   | Disciplina |
| --------------- | --------------------- | ------- | ---------- |
| 7 gennaio 2011  | Sankt Johann in Tirol | Austria | SX         |
| 15 gennaio 2013 | Megève                | Francia | SX         |
| 17 gennaio 2014 | Val Thorens           | Francia | SX         |

Legenda:

SX = ski cross